# Justin Manaʻo
Justin Manaʻo (* 25. März 1993 in Kirkland, Washington), auch in der Schreibweise Justin Manao, ist ein amerikanisch-samoanischer Fußballspieler auf der Position eines Mittelfeldspielers. Er ist ehemaliger Spieler der amerikanisch-samoanischen Fußballnationalmannschaft.

## Karriere

### Verein
Über seine Karriere auf Vereinsebene sind nur wenige Informationen vorhanden. Während seines Business Marketing Studiums an der Pacific Lutheran University lief er für deren Fußballabteilung auf. Manaʻo absolvierte hier in vier Jahren 52 Spiele, in denen ihm 3 Tore gelangen.

### Nationalmannschaft
Sein Debüt für die amerikanisch-samoanische Fußballnationalmannschaft gab Manaʻo am 22. November 2011 im Rahmen der Weltmeisterschafts-Qualifikation gegen Tonga. Er war Vorlagengeber zum 2:0 und hatte somit großen Anteil am ersten Sieg in der Geschichte von Amerikanisch-Samoa in einem von der FIFA anerkannten Spiel. Seine beiden Tore erzielte Manaʻo Bei der Qualifikation zur Weltmeisterschaft 2018. Er erzielte am 2. September gegen Tonga den zwischenzeitlichen Ausgleich zum 1:1 und zwei Tage später das Siegtor zum 2:0 gegen die Auswahl der Cookinseln. Manaʻo stand bei allen von der FIFA anerkannten Siegen der amerikanisch-samoanische Fußballnationalmannschaft auf dem Feld. Das Spiel gegen die Cookinseln war bislang sein letzter Einsatz im Trikot der Nationalelf.